# Manuel González Ortega
Manuel González Ortega (Las Palmas de Gran Canaria, 17 de marzo de 1962) es un compositor, productor y artista canario, conocido principalmente por fundar el grupo Mestisay.

## Carrera artística
Formado como músico autodidacta, de niño fue alumno del timplista Totoyo Millares.
En 1978 funda el grupo Mestisay. Con esta formación ha actuado en festivales, teatros y auditorios de Europa, África y América.
Como compositor de canciones algunos de sus éxitos son Sulema, Atocha 53, Niña Candela, La Rosa de los Vientos, Mi pequeña María, Habanera embrujada, Fado de mar, Pequeño fado, Morena Rosa, En Busca de Valentina, etc.
Ha escrito guiones de televisión y teatro musical, ejercido como productor en casi una treintena de producciones discográficas, dirigido un pequeño documental y varios vídeos musicales y ha ideado, guionizado, escenografiado y dirigido conciertos, espectáculos musicales y teatrales de notable éxito en Canarias como Querido Néstor, En Busca de Valentina, Morera sinfónico y otros.

### Producción cultural
A principios de los años 80 fue miembro del desaparecido Instituto Canario de Etnografía y Folklore. Es asiduo colaborador en la prensa canaria con temas relacionados con la cultura y la sociedad del archipiélago canario. Aficionado a temas relacionados con la tradición musical canaria, ha escrito artículos en revistas especializadas en esa temática y durante las décadas de los 1980 y 1990 del pasado siglo recogió música tradicional en la isla de Fuerteventura.
Es miembro, entre otras, de la Asociación de Amigos de Valentina Hernández y, en la actualidad, presidente de la Asociación de Compositores País Canario.

## Obras
- VV.AA (1988). Gran Enciclopedia de España y América. Canarias y América: relaciones etnomusicales. Espasa-Calpe.
- González Ortega, Manuel (1992). El Sorondongo: una versión canaria de la Jeringonza. Sociedad Española de Musicología.
- González Ortega, Manuel (1994). Vida y décimas de Juan Betancor. Gobierno de Canarias.
- VV.AA (1995). Tal como éramos. Canarias 1957. Las Palmas de Gran Canaria. Consejería de Política Territorial y Medio Ambiente.
- AA.VV (2004). Jesús Bombín, un editor en la Isla. Cabildo Insular de Gran Canaria.
- González Ortega, Manuel (2006). Poeta en la Isla. Homenaje a Pedro Lezcano. Fundación Autor; Sociedad General de Autores y Editores.
- González Ortega, Manuel (2007). Néstor Álamo y la canción canaria. Fundación Autor.
- González Ortega, Manuel (2012). Totoyo Millares, la leyenda del timple. Fundación Autor.